# セルライト

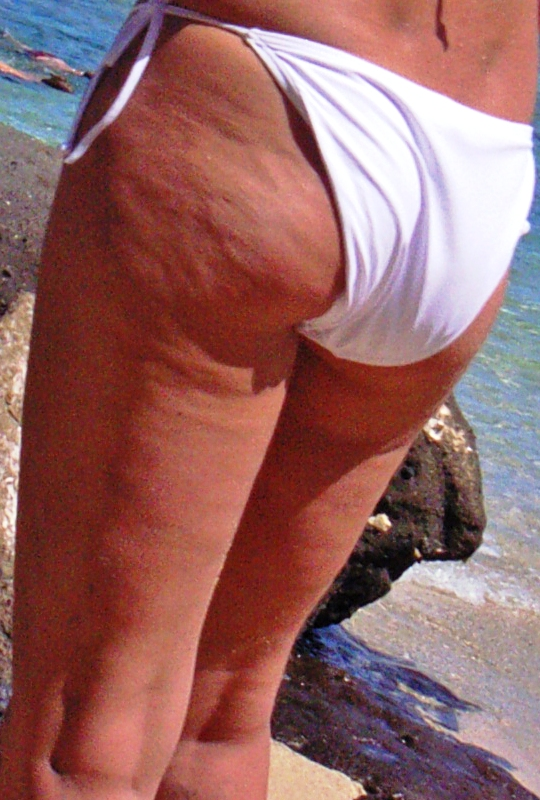
臀部のセルライト

セルライト（Cellulite）は、脂肪組織に線維化が生じ変性をきたし、皮膚に凸凹となって表れた皮膚の状態を指す。肥満とは異なる。セルライトは主に成人女性の大半に生じる。医学的には有害ではないが、審美的に気になることがある。腰、太腿、お尻の周りに形成される。セルライトを目立たなくするには、体重の減量と筋肉を作ることが重要であり、セルライトを低減するためのいくつかの装置がアメリカ食品医薬品局 (FDA) によって承認されている。セルライト低減用の外用クリームにはよく、アミノフィリン、カフェインなどキサンチンやレチノイドが配合されている。

## 概念の起源と変遷
Cellule（細胞）+ ite（鉱物）の合成語としてフランスで生まれたと言われている。1973年、ニューヨークのエステティックサロンの経営者であるニコール・ロンサードがセルライトについての本を書きベストセラーになったことから一般に広く知られるようになった。
日本においては日経産業新聞、1996年の記事でセルライトが紹介されている。関係業界やマスメディア、特にテレビの健康番組を通して2000年代以降日本でも一般に流布するようになった。

## 生理と原因

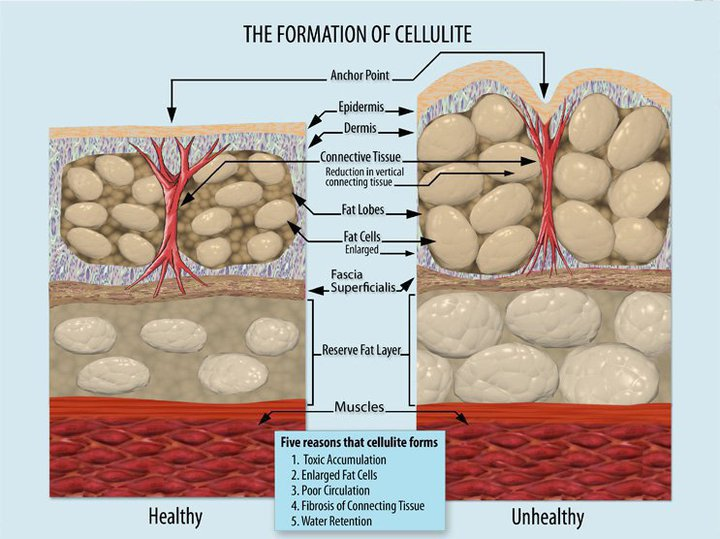
（左）目立たない、（右）セルライト
上部の皮膚と下部の脂肪層をつなぐ繊維（赤）があり、繊維の横の脂肪細胞が大きくなった状態では繊維部分が凹む。

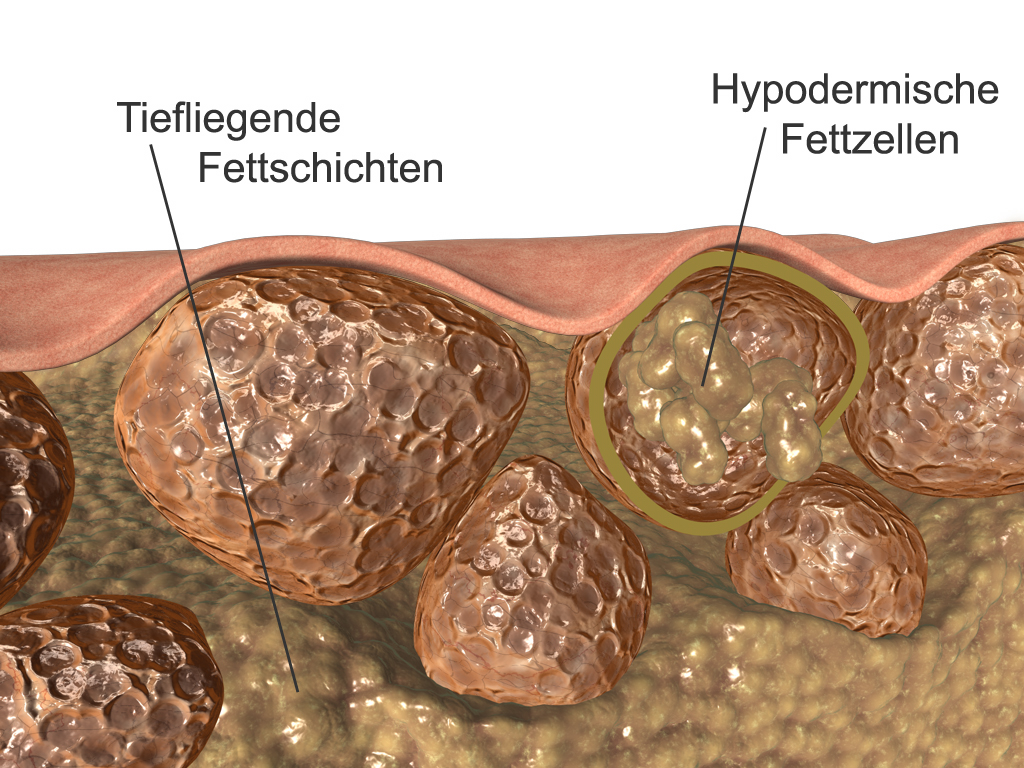
断面図。球状のものが脂肪細胞。

医学的には有害なものではなく正常な状態である。審美的に気にすることがある。肥満の兆候ではなく適正体重の場合にも生じるが、過剰な体重はセルライトの外観を悪化させる。女性の脂肪組織が多くなりやすい部位に生じ、成人女性の90%までに様々な程度のセルライトがあり、男性では2%である。
アメリカ国立医学図書館の情報ページによれば、皮膚の表面近くの脂肪で、腰、太もも、お尻の周りに形成され、皮膚に窪みとなって表れるものとされ、脂肪と皮膚をつないでいるコラーゲン繊維が引っぱられた状態に過ぎない。日本の『臨床皮膚科』に掲載された2015年の論文では、脂肪組織に線維化が起こり周囲の組織も線維化し、脂肪組織が変性して皮膚に凹凸となって現れるとされる。orange peel appearance （オレンジの皮のような外観）として知られる。
原因として過剰な炭水化物の制限やアルコールの過剰摂取、加齢、ホルモンバランスが挙げられる。人種によってセルライトが生じやすい部位があるが、生活習慣が重要な要因で、高脂肪・高塩分で保存料が多い食事や運動不足、飲酒、喫煙が挙げられる。こうした血管や内分泌系の要因がセルライト形成を加速させる可能性があるということは、単に美容上の問題というだけでなく、代謝に影響を及ぼす障害である可能性もある。
超音波断層撮影法 (ulrasonography) が、表皮下にある真皮・皮下脂肪の構造を観察するために利用される事がある。

## 予防
アメリカ国立医学図書館の情報ページでは、セルライトの形成を避けるために、食物繊維の豊富な食事をし、水分補給を行い、定期的に運動し、健康な体重を維持し、禁煙することだとしている。

## 対処法
アメリカ皮膚科学会 (AAD) の情報ページでは、セルライトは脂肪そのものではないため脂肪除去に効果的な方法がセルライトに効果があるとは限らないとし、体重の減量ではセルライトを目立ちにくくするが、減量によって皮膚にたるみが生じた場合には逆に目立つことがあるとし、脂肪を筋肉に置き換えると目立たなくなるとしている。ほかに最良の証拠があるとされているのは、サブシジョンのセルフィーナ (Cellfina) による2年以上の効果とその真空補助による3年以上の効果、セルレイズ（Cellulaze）というレーザー（1440nm Nd:YAGレーザー）では少なくとも1年の効果、また音波療法による分解がある。レーザーによる脂肪吸引や超音波では不確実であり、推奨できない方法は、クリオリポリシス、成分が各社多様であるメソセラピー（脂肪溶解注射）、カフェインやイチョウなどのサプリメントではセルライトを減少させる証拠がない。
セルフィーナは、FDAによって長期的にセルライトを治療するとして承認されており、手動あるいは真空補助で使われ、1度の施術で3年目でも効果が持続していることが確認されていたが、アメリカ皮膚外科学会で5年目まで確認されたことが報告され、最大5点のセルライトの重症度尺度は、3か月で2.1点、3年目で2点、5年目で1.8点減少していた。レーザーのセルレイズは1度で効果がある。音波療法には、セルアクター (cellactor) や Z-wave があり、圧力波が脂肪分解を促進し、平均7回の施術を受けるが麻酔は不要である。またFDAが承認した新しい世代のRF（高周波）照射装置には、ベラスムース (VelaSmooth)、ベラシェイプ (VelaShape) などいくつかの装置があり10回前後の施術が必要となる。
アメリカ皮膚科学会の情報ページでは外用薬としてレチノール（ビタミンA、レチノイド）やアミノフィリンを挙げている。2014年のメタアナリシスでは、21件の研究がありそのうち7件に比較対象があり統計解析によって、セルライトを減少させる化粧品は大腿部の周囲の長さ（太さ）を中程度に減少させていると結論し、成分では半分でキサンチン、薬草成分、レチノイドのみが有効成分であり、残りの大部分はキサンチンを含む配合クリームであった。レチノイドや、アミノフィリン、テオフィリン、カフェインといったメチルキサンチンがセルライト用クリームによく配合され、主な製造メーカーはブリス、クラランス、資生堂など。成分ではほかに蓮、コレウス・フォルスコリ、カルニチンなど多様に配合されている。
カルシウムハイドロキシアパタイトの注入剤も使用される。

### 研究

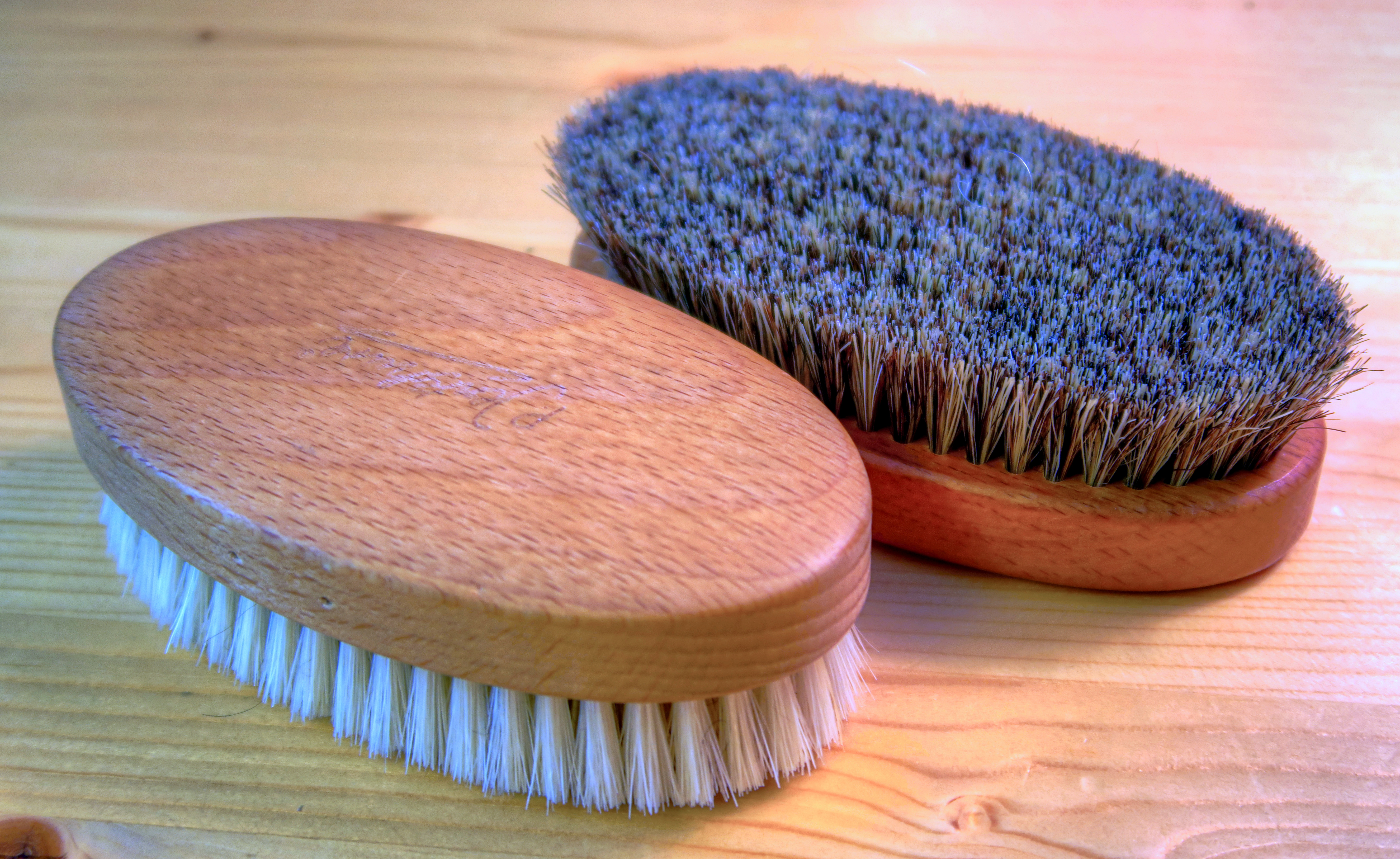
乾式用のボディブラシ。馬毛と植物の繊維を混合したもの。

クリームの一部の試験では外観的なセルライトの減少を評価点とし、偽薬よりも有意に減少させており、1か月、2か月、3か月とより大きな減少を示した。2018年にイギリスで放映された The Truth About Looking Good ではサンダーランド大学での5週間にわたる実験を放映し、乾式のボディブラシによるマッサージで26%、カフェイン含有のセルライト用クリームでは15%、エクササイズ (en:Toning exercises) で11%の改善を得た。リンパドレナージ（マッサージ法の一種）では、2週間にわたり1.5時間かかる施術を10回受け、腹、太ももなどの周囲の長さは減少した。
105人でのランダム化比較試験では、コラーゲンペプチドの摂取により、6か月後に偽薬よりもセルライトが減少しており、5点までの評価で6か月後に約0.3点減少した。
試験管研究において、オウレン抽出物に、脂肪細胞の分化誘導抑制、脂肪の分解促進の作用があった。